# Charles Lenepveu
Pour les articles homonymes, voir Lenepveu.
Charles-Ferdinand Lenepveu est un compositeur et pédagogue français, né le 4 octobre 1840 à Rouen et mort le 16 août 1910 à Paris (7e arr.).

## Biographie

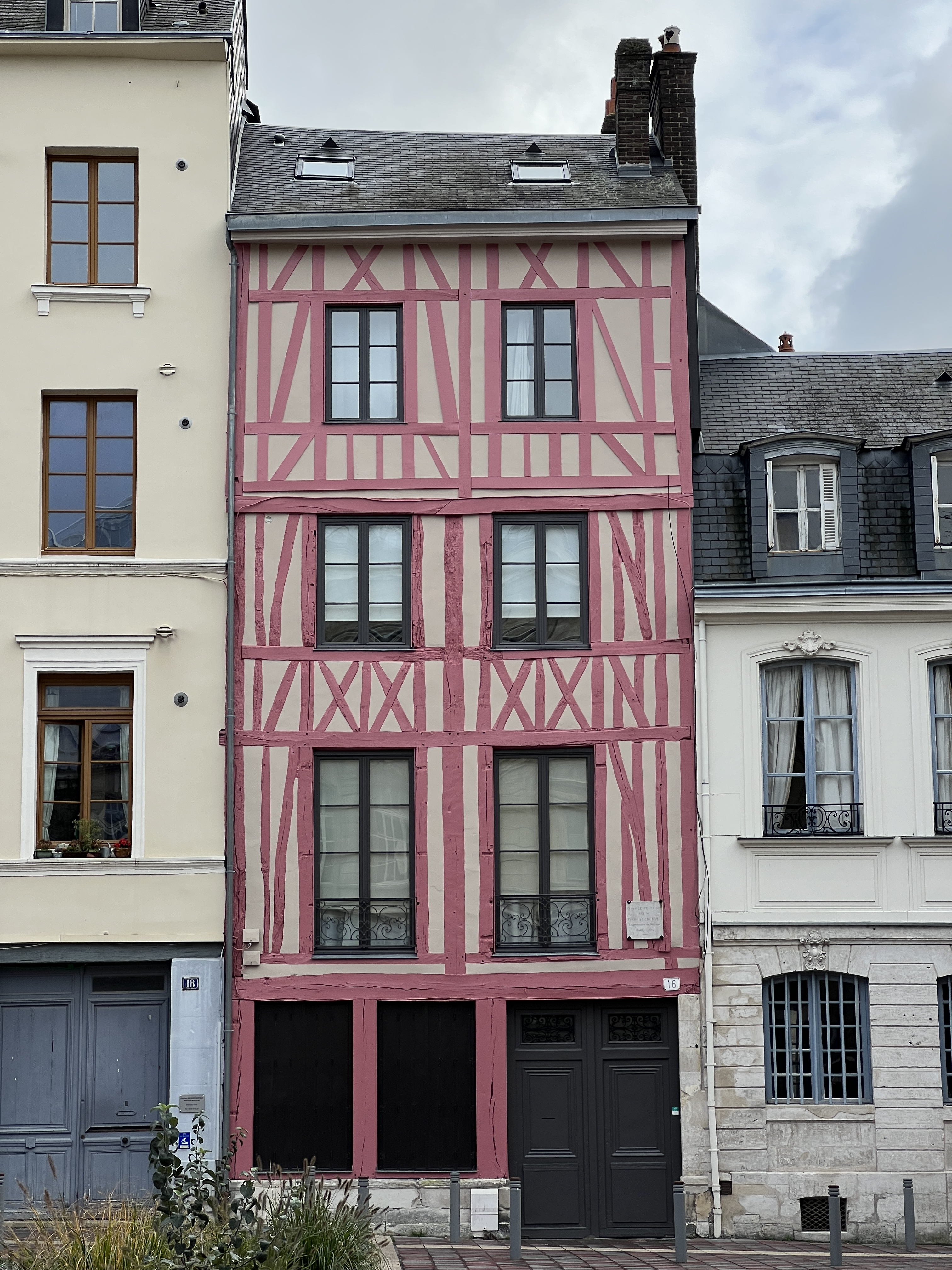
La maison natale de Charles Lenepveu à Rouen.

Fils d’un avocat à la cour d'appel de Rouen, il obtient un baccalauréat de lettres en 1859 puis monte à Paris faire des études de droit à la Faculté, tout en suivant des leçons de solfège et d’harmonie au Conservatoire de Paris avec Augustin Savard.
Il remporte le premier prix du concours de composition lancé par la Société des beaux-arts de Caen à l’occasion de la célébration du centième anniversaire de la fondation de la Société d’agriculture et de commerce. Sa cantate est exécutée le 29 juillet 1862 à l’hôtel de ville de Caen.
Il obtient l’année suivante son admission au Conservatoire de Paris dans la classe d’Ambroise Thomas, grâce à l’appui de Savard. Après avoir étudié le contrepoint, la fugue et la composition idéale pendant deux ans, il est reçu second en loge au prix de Rome en 1865, et remporte le Grand prix au concours définitif avec sa cantate Renaud dans le jardin d’Armide, exécutée le 5 janvier 1866 dans la salle des concerts du Conservatoire. 
Il revient à Paris en juillet 1868 avec la partition d'un opéra-comique, Le Florentin, qu’il soumet à l’un des concours de composition dramatique du ministère des Beaux-Arts et remporte en novembre 1869. Il reprend parallèlement ses études de contrepoint et fugue avec Charles-Alexis Chauvet, alors organiste à l’église de la Sainte-Trinité. En attendant la représentation toujours repoussée de son opéra à cause de la guerre franco-prussienne de 1870 et des évènements politiques qui s'ensuivent, il compose une messe de Requiem, exécutée pour la première fois à Bordeaux le 20 mai 1871 au profit des victimes et des orphelins de guerre ; des fragments en sont exécutés à Paris en 1872 par la Société des concerts du Conservatoire, puis aux Concerts populaires en 1873.
Après de nombreuses démarches, Le Florentin est enfin représenté à l’Opéra-Comique le 26 février 1874. L’accueil du public est assez favorable[réf. nécessaire]. Bien que n’obtenant jamais plus qu’un succès de mode, la musique de ce « compositeur d’un classicisme dépassé » franchit les frontières. Il fait ainsi représenter  en 1882 au Covent Garden de Londres un « grand opéra » intitulé Velleda, tiré des Martyrs de Chateaubriand. Lors de la première de la version française, le 18 avril 1891 au théâtre de Rouen, cette œuvre est ovationnée, mais ne dépassa pas les 4 représentations[réf. nécessaire].
En 1880, il est nommé professeur d’harmonie puis, en 1894, professeur de composition au Conservatoire de Paris où il forme, entre autres, André Caplet, Paul Pierné, Philippe Gaubert et Achille Philip. Pressenti pour succéder à Théodore Dubois à la direction du Conservatoire de Paris, il est mis en cause dans le scandale qui entoure le concours du prix de Rome en 1905 : à la fois professeur d'une partie des concurrents et membre du jury, il est accusé d'avoir favorisé l'attribution des six places de logistes à ses propres élèves, tandis que Maurice Ravel, à l'indignation générale, a été éliminé dès le concours d'essai,.
Il meurt d'un cancer aux intestins à son domicile 22 rue de Verneuil à Paris. Ses obsèques sont célébrées à l'église Saint-Thomas-d'Aquin de Paris et à la basilique Notre-Dame de Bonsecours et il est inhumé à Bonsecours (Seine-Maritime).

## Œuvres
- La Jeune Captive, mélodie pour voix et piano (1869)
- Ballade pour piano (1870)
- Barcarole pour piano (1870)
- Berceuse pour piano (1870)
- Caprice  pour piano (1870)
- Messe de Requiem pour soli, chœur mixte, orchestre et grand orgue (1872-1893)
- La Dormeuse, mélodie pour voix et piano (1873)
- Le Florentin, opéra-comique en trois actes, livret de Henri de Saint-Georges, créé à l'Opéra-Comique le 25 février 1874
- La Caravane pour chœur d'hommes a cappella (1875)
- O salutaris pour voix et orgue (1878)
- Velléda, opéra en quatre actes, livret de Augustin Challamel et Jules Chantepie, créé à Covent Garden le 4 juillet 1882
- Jeanne d’Arc, drame lyrique en trois parties, poème de Paul Allard, créé à la cathédrale de Rouen le 1er juin 1886
- Iphigénie, scène lyrique pour soli, chœur mixte et orchestre, livret de E. Guinand (1887)
- Hymne funèbre et triomphal à la mémoire des soldats morts pour la patrie (1889)
- La Fils de la Vierge, mélodie pour voix et piano (1890)
- Ode triomphale à Jeanne d’Arc, poème de Paul Allard, cantate pour soli, chœur mixte et orchestre (1892)
- Rappelle-toi, mélodie pour voix et piano
- Chanson, mélodie pour voix et piano
- Je ne le dirai pas, mélodie pour voix et piano
- L'Anniversaire, opéra-comique en un acte, livret d'Alexandre Bisson
- Le Retour de Jeanne, opéra-comique en un acte, livret d'Alexandre Bisson
- Salve Regina, pour mezzo-soprano, baryton, harpe et orgue

## Distinctions
- Officier de la Légion d'honneur (1900). Il est nommé chevalier de la Légion d'honneur en 1887 puis officier en 1900[7].
- Commandeur de l'ordre de Saint-Grégoire-le-Grand.
- Commandeur de l'ordre de la Couronne d'Italie[8]

Il est élu à l’Académie des beaux-arts en 1896.

## Hommages
Une rue de Rouen, située derrière le musée Le Secq des Tournelles, a reçu son nom, ainsi qu'une rue de Bonsecours, à côté de Rouen.

### Sources
- Adolphe Bitard, Dictionnaire de biographie contemporaine, française et étrangère, Paris, A. Lévy & Cie, 1887 (lire en ligne), p. 185.